# Ludovina de Oliveira
Ludovina Dias de Oliveira (ur. 26 kwietnia 1955) – mozambicka lekkoatletka.
Brała udział w rzucie dyskiem na Letnich Igrzyskach Olimpijskich 1980, nie kwalifikując się do finału.